# فيليبو رانوكيا
فيليبو رانوكيا (من مواليد 14 مايو 2001) هو لاعب كرة قدم إيطالي يلعب كلاعب خط وسط لنادي يوفنتوس الإيطالي تحت 23 سنة.

## مسيرته الكروية

### بيروجيا
في 30 يناير 2019، انتقل رانوكيا من بيروجيا إلى يوفنتوس، ليعود مجددًا إلى بيروجيا على سبيل الإعارة لمدة عامين.  ظهر لأول مرة في دوري الدرجة الثانية مع بيروجيا في 30 مارس 2019، في مباراة ضد ليفورنو كبديل في الدقيقة 88 لمارسيلو فالزيرانو. 

### يوفنتوس تحت 23
في 2 سبتمبر 2019، تم إنهاء الإعارة مبكرًا وانضم رانوكيا إلى فريق شباب يوفنتوس .  في 2019-20، لعب رانوكيا مباراة واحدة لفريق دوري الدرجة الثالثة يوفنتوس تحت 23 عامًا. في 25 يناير 2020، في هزيمة فريقه 3-2 أمام برو باتريا.  جاء هدف رانوكيا الأول خلال موسم 2020-21، حيث ساعد يوفنتوس تحت 23 عامًا على الفوز على جيانا إرمينيو 2-1 خارج الديار. 

## الإنجازات
يوفنتوس
- كأس السوبر الإيطالي : 2020

## روابط خارجية
- فيليبو رانوكيا  على سكروي